# Eleições legislativas de 2011 na Maia

## Resultados Oficiais
| Partido                 | Partido                               | Votos   | %               | +/-   |
| ----------------------- | ------------------------------------- | ------- | --------------- | ----- |
|                         | Partido Social Democrata              | 28 592  | 39,02 / 100,00  | 9,90  |
|                         | Partido Socialista                    | 21 927  | 29,92 / 100,00  | 10,62 |
|                         | CDS – Partido Popular                 | 7 780   | 10,62 / 100,00  | 1,62  |
|                         | Bloco de Esquerda                     | 4 406   | 6,01 / 100,00   | 4,75  |
|                         | Coligação Democrática Unitária        | 4 358   | 5,95 / 100,00   | 0,83  |
|                         | Partido pelos Animais e pela Natureza | 808     | 1,10 / 100,00   | Novo  |
|                         | Outros                                | 2 091   | 2,85 / 100,00   |       |
| Votos Inválidos         | Votos Inválidos                       | 3 322   | 4,54 / 100,00   | 1,41  |
| Total                   | Total                                 | 73 284  | 100,00 / 100,00 |       |
| Eleitorado/Participação | Eleitorado/Participação               | 108 655 | 67,45 / 100,00  | 1,22  |
| Fonte                   | Fonte                                 | [ 1 ]   | [ 1 ]           | [ 1 ] |

## Resultados por Freguesia
Os resultados seguintes referem-se aos partidos que obtiveram mais de 1,00% dos votos:
| Freguesia          | %     | %     | %     | %    | %    | %    | Votantes |
| Freguesia          | PSD   | PS    | CDS   | BE   | CDU  | PAN  | Votantes |
| ------------------ | ----- | ----- | ----- | ---- | ---- | ---- | -------- |
| Águas Santas       | 35,72 | 32,23 | 9,52  | 6,82 | 7,34 | 1,06 | 14 217   |
| Avioso Santa Maria | 45,55 | 24,55 | 12,33 | 6,13 | 3,79 | 0,93 | 2 481    |
| Avioso São Pedro   | 44,36 | 26,14 | 11,23 | 5,47 | 4,73 | 0,94 | 2 031    |
| Barca              | 38,21 | 37,19 | 8,86  | 4,43 | 4,11 | 0,64 | 1 557    |
| Folgosa            | 43,09 | 28,50 | 9,50  | 4,31 | 4,88 | 1,09 | 1 926    |
| Gemunde            | 38,44 | 32,22 | 11,03 | 4,97 | 4,36 | 0,76 | 2 638    |
| Gondim             | 36,91 | 38,48 | 7,71  | 4,20 | 5,18 | 1,07 | 1 024    |
| Gueifães           | 36,24 | 31,63 | 9,79  | 7,48 | 6,14 | 0,98 | 7 138    |
| Maia               | 43,41 | 24,30 | 12,92 | 6,26 | 4,64 | 1,47 | 7 353    |
| Milheirós          | 36,69 | 33,91 | 9,01  | 5,00 | 6,41 | 0,85 | 2 698    |
| Moreira            | 37,22 | 30,93 | 11,33 | 6,11 | 5,62 | 1,28 | 6 813    |
| Nogueira           | 41,26 | 29,97 | 8,90  | 6,39 | 5,02 | 1,17 | 3 066    |
| Pedrouços          | 34,31 | 32,75 | 10,19 | 5,43 | 9,03 | 1,08 | 6 410    |
| São Pedro Fins     | 43,59 | 28,12 | 9,11  | 4,33 | 5,31 | 1,33 | 1 131    |
| Silva Escura       | 39,76 | 29,96 | 11,07 | 4,82 | 4,66 | 0,63 | 1 265    |
| Vermoim            | 43,71 | 24,97 | 12,14 | 5,90 | 5,15 | 1,19 | 8 206    |
| Vila Nova da Telha | 39,43 | 30,09 | 11,20 | 4,92 | 5,68 | 1,17 | 3 330    |
| Maia               | 39,02 | 29,92 | 10,62 | 6,01 | 5,95 | 1,10 | 73 284   |

#### Águas Santas
| Partido                 | Partido                               | Votos  | %               | +/-   |
| ----------------------- | ------------------------------------- | ------ | --------------- | ----- |
|                         | Partido Social Democrata              | 5 079  | 35,72 / 100,00  | 10,45 |
|                         | Partido Socialista                    | 4 582  | 32,23 / 100,00  | 10,19 |
|                         | CDS – Partido Popular                 | 1 353  | 9,52 / 100,00   | 0,71  |
|                         | Coligação Democrática Unitária        | 1 043  | 7,34 / 100,00   | 1,09  |
|                         | Bloco de Esquerda                     | 970    | 6,82 / 100,00   | 5,00  |
|                         | Partido pelos Animais e pela Natureza | 151    | 1,06 / 100,00   | Novo  |
|                         | PCTP/MRPP                             | 145    | 1,02 / 100,00   | 0,15  |
|                         | Outros                                | 307    | 2,17 / 100,00   |       |
| Votos Inválidos         | Votos Inválidos                       | 587    | 4,13 / 100,00   | 1,32  |
| Total                   | Total                                 | 14 217 | 100,00 / 100,00 |       |
| Eleitorado/Participação | Eleitorado/Participação               | 21 477 | 66,20 / 100,00  | 1,04  |

#### Avioso Santa Maria
| Partido                 | Partido                        | Votos | %               | +/-  |
| ----------------------- | ------------------------------ | ----- | --------------- | ---- |
|                         | Partido Social Democrata       | 1 130 | 45,55 / 100,00  | 9,04 |
|                         | Partido Socialista             | 609   | 24,55 / 100,00  | 8,70 |
|                         | CDS – Partido Popular          | 306   | 12,33 / 100,00  | 0,88 |
|                         | Bloco de Esquerda              | 152   | 6,13 / 100,00   | 3,57 |
|                         | Coligação Democrática Unitária | 94    | 3,79 / 100,00   | 0,06 |
|                         | Outros                         | 87    | 3,50 / 100,00   |      |
| Votos Inválidos         | Votos Inválidos                | 103   | 4,15 / 100,00   | 0,46 |
| Total                   | Total                          | 2 481 | 100,00 / 100,00 |      |
| Eleitorado/Participação | Eleitorado/Participação        | 3 631 | 68,33 / 100,00  | 1,50 |

#### Avioso São Pedro
| Partido                 | Partido                        | Votos | %               | +/-   |
| ----------------------- | ------------------------------ | ----- | --------------- | ----- |
|                         | Partido Social Democrata       | 901   | 44,36 / 100,00  | 8,45  |
|                         | Partido Socialista             | 531   | 26,14 / 100,00  | 11,88 |
|                         | CDS – Partido Popular          | 228   | 11,23 / 100,00  | 2,17  |
|                         | Bloco de Esquerda              | 111   | 5,47 / 100,00   | 3,80  |
|                         | Coligação Democrática Unitária | 96    | 4,73 / 100,00   | 1,52  |
|                         | Outros                         | 70    | 3,45 / 100,00   |       |
| Votos Inválidos         | Votos Inválidos                | 94    | 4,63 / 100,00   | 2,37  |
| Total                   | Total                          | 2 031 | 100,00 / 100,00 |       |
| Eleitorado/Participação | Eleitorado/Participação        | 2 877 | 70,59 / 100,00  | 2,73  |

#### Barca
| Partido                 | Partido                        | Votos | %               | +/-   |
| ----------------------- | ------------------------------ | ----- | --------------- | ----- |
|                         | Partido Social Democrata       | 595   | 38,21 / 100,00  | 9,81  |
|                         | Partido Socialista             | 579   | 37,19 / 100,00  | 12,05 |
|                         | CDS – Partido Popular          | 138   | 8,86 / 100,00   | 1,06  |
|                         | Bloco de Esquerda              | 69    | 4,43 / 100,00   | 2,33  |
|                         | Coligação Democrática Unitária | 64    | 4,11 / 100,00   | 0,58  |
|                         | Outros                         | 50    | 3,21 / 100,00   |       |
| Votos Inválidos         | Votos Inválidos                | 63    | 3,99 / 100,00   | 0,94  |
| Total                   | Total                          | 1 557 | 100,00 / 100,00 |       |
| Eleitorado/Participação | Eleitorado/Participação        | 2 470 | 63,04 / 100,00  | 1,52  |

#### Folgosa
| Partido                 | Partido                               | Votos | %               | +/-   |
| ----------------------- | ------------------------------------- | ----- | --------------- | ----- |
|                         | Partido Social Democrata              | 830   | 43,09 / 100,00  | 10,57 |
|                         | Partido Socialista                    | 549   | 28,50 / 100,00  | 11,72 |
|                         | CDS – Partido Popular                 | 183   | 9,50 / 100,00   | 0,41  |
|                         | Coligação Democrática Unitária        | 94    | 4,88 / 100,00   | 0,64  |
|                         | Bloco de Esquerda                     | 83    | 4,31 / 100,00   | 3,81  |
|                         | Partido pelos Animais e pela Natureza | 21    | 1,09 / 100,00   | Novo  |
|                         | Outros                                | 72    | 3,74 / 100,00   |       |
| Votos Inválidos         | Votos Inválidos                       | 94    | 4,88 / 100,00   | 1,66  |
| Total                   | Total                                 | 1 926 | 100,00 / 100,00 |       |
| Eleitorado/Participação | Eleitorado/Participação               | 2 858 | 67,39 / 100,00  | 2,83  |

#### Gemunde
| Partido                 | Partido                        | Votos | %               | +/-   |
| ----------------------- | ------------------------------ | ----- | --------------- | ----- |
|                         | Partido Social Democrata       | 1 014 | 38,44 / 100,00  | 9,29  |
|                         | Partido Socialista             | 850   | 32,22 / 100,00  | 11,06 |
|                         | CDS – Partido Popular          | 291   | 11,03 / 100,00  | 2,19  |
|                         | Bloco de Esquerda              | 131   | 4,97 / 100,00   | 3,04  |
|                         | Coligação Democrática Unitária | 115   | 4,36 / 100,00   | 0,10  |
|                         | PCTP/MRPP                      | 35    | 1,33 / 100,00   | 0,57  |
|                         | Outros                         | 72    | 2,73 / 100,00   |       |
| Votos Inválidos         | Votos Inválidos                | 130   | 4,93 / 100,00   | 1,45  |
| Total                   | Total                          | 2 638 | 100,00 / 100,00 |       |
| Eleitorado/Participação | Eleitorado/Participação        | 4 221 | 62,50 / 100,00  | 2,40  |

#### Gondim
| Partido                 | Partido                               | Votos | %               | +/-   |
| ----------------------- | ------------------------------------- | ----- | --------------- | ----- |
|                         | Partido Socialista                    | 394   | 38,48 / 100,00  | 14,78 |
|                         | Partido Social Democrata              | 378   | 36,91 / 100,00  | 11,41 |
|                         | CDS – Partido Popular                 | 79    | 7,71 / 100,00   | 1,48  |
|                         | Coligação Democrática Unitária        | 53    | 5,18 / 100,00   | 1,21  |
|                         | Bloco de Esquerda                     | 43    | 4,20 / 100,00   | 2,13  |
|                         | PCTP/MRPP                             | 12    | 1,17 / 100,00   | 0,70  |
|                         | Partido pelos Animais e pela Natureza | 11    | 1,07 / 100,00   | Novo  |
|                         | Outros                                | 22    | 2,15 / 100,00   |       |
| Votos Inválidos         | Votos Inválidos                       | 32    | 3,13 / 100,00   | 0,01  |
| Total                   | Total                                 | 1 024 | 100,00 / 100,00 |       |
| Eleitorado/Participação | Eleitorado/Participação               | 1 654 | 61,91 / 100,00  | 5,07  |

#### Gueifães
| Partido                 | Partido                        | Votos  | %               | +/-  |
| ----------------------- | ------------------------------ | ------ | --------------- | ---- |
|                         | Partido Social Democrata       | 2 587  | 36,24 / 100,00  | 9,75 |
|                         | Partido Socialista             | 2 258  | 31,63 / 100,00  | 9,63 |
|                         | CDS – Partido Popular          | 699    | 9,79 / 100,00   | 1,95 |
|                         | Bloco de Esquerda              | 534    | 7,48 / 100,00   | 5,68 |
|                         | Coligação Democrática Unitária | 438    | 6,14 / 100,00   | 0,38 |
|                         | Outros                         | 255    | 3,57 / 100,00   |      |
| Votos Inválidos         | Votos Inválidos                | 367    | 5,14 / 100,00   | 1,94 |
| Total                   | Total                          | 7 138  | 100,00 / 100,00 |      |
| Eleitorado/Participação | Eleitorado/Participação        | 10 376 | 68,79 / 100,00  | 1,37 |

#### Maia
| Partido                 | Partido                               | Votos  | %               | +/-   |
| ----------------------- | ------------------------------------- | ------ | --------------- | ----- |
|                         | Partido Social Democrata              | 3 192  | 43,41 / 100,00  | 10,92 |
|                         | Partido Socialista                    | 1 787  | 24,30 / 100,00  | 10,39 |
|                         | CDS – Partido Popular                 | 950    | 12,92 / 100,00  | 2,32  |
|                         | Bloco de Esquerda                     | 460    | 6,26 / 100,00   | 5,46  |
|                         | Coligação Democrática Unitária        | 341    | 4,64 / 100,00   | 0,24  |
|                         | Partido pelos Animais e pela Natureza | 108    | 1,47 / 100,00   | Novo  |
|                         | Outros                                | 181    | 2,47 / 100,00   |       |
| Votos Inválidos         | Votos Inválidos                       | 334    | 4,55 / 100,00   | 1,52  |
| Total                   | Total                                 | 7 353  | 100,00 / 100,00 |       |
| Eleitorado/Participação | Eleitorado/Participação               | 10 227 | 71,90 / 100,00  | 0,43  |

#### Milheirós
| Partido                 | Partido                        | Votos | %               | +/-   |
| ----------------------- | ------------------------------ | ----- | --------------- | ----- |
|                         | Partido Social Democrata       | 990   | 36,69 / 100,00  | 11,17 |
|                         | Partido Socialista             | 915   | 33,91 / 100,00  | 12,28 |
|                         | CDS – Partido Popular          | 243   | 9,01 / 100,00   | 0,92  |
|                         | Coligação Democrática Unitária | 173   | 6,41 / 100,00   | 1,52  |
|                         | Bloco de Esquerda              | 135   | 5,00 / 100,00   | 4,16  |
|                         | PCTP/MRPP                      | 30    | 1,11 / 100,00   | 0,23  |
|                         | Outros                         | 91    | 3,37 / 100,00   |       |
| Votos Inválidos         | Votos Inválidos                | 121   | 4,48 / 100,00   | 0,94  |
| Total                   | Total                          | 2 698 | 100,00 / 100,00 |       |
| Eleitorado/Participação | Eleitorado/Participação        | 3 946 | 68,37 / 100,00  | 1,22  |

#### Moreira
| Partido                 | Partido                               | Votos | %               | +/-   |
| ----------------------- | ------------------------------------- | ----- | --------------- | ----- |
|                         | Partido Social Democrata              | 2 536 | 37,22 / 100,00  | 7,99  |
|                         | Partido Socialista                    | 2 107 | 30,93 / 100,00  | 10,94 |
|                         | CDS – Partido Popular                 | 772   | 11,33 / 100,00  | 2,51  |
|                         | Bloco de Esquerda                     | 416   | 6,11 / 100,00   | 3,99  |
|                         | Coligação Democrática Unitária        | 383   | 5,62 / 100,00   | 1,41  |
|                         | Partido pelos Animais e pela Natureza | 87    | 1,28 / 100,00   | Novo  |
|                         | Outros                                | 204   | 3,01 / 100,00   |       |
| Votos Inválidos         | Votos Inválidos                       | 308   | 4,52 / 100,00   | 1,29  |
| Total                   | Total                                 | 6 813 | 100,00 / 100,00 |       |
| Eleitorado/Participação | Eleitorado/Participação               | 9 925 | 68,64 / 100,00  | 0,68  |

#### Nogueira
| Partido                 | Partido                               | Votos | %               | +/-   |
| ----------------------- | ------------------------------------- | ----- | --------------- | ----- |
|                         | Partido Social Democrata              | 1 265 | 41,26 / 100,00  | 10,41 |
|                         | Partido Socialista                    | 919   | 29,97 / 100,00  | 11,37 |
|                         | CDS – Partido Popular                 | 273   | 8,90 / 100,00   | 0,93  |
|                         | Bloco de Esquerda                     | 196   | 6,39 / 100,00   | 3,76  |
|                         | Coligação Democrática Unitária        | 154   | 5,02 / 100,00   | 0,85  |
|                         | Partido pelos Animais e pela Natureza | 36    | 1,17 / 100,00   | Novo  |
|                         | Outros                                | 101   | 3,30 / 100,00   |       |
| Votos Inválidos         | Votos Inválidos                       | 122   | 3,98 / 100,00   | 0,97  |
| Total                   | Total                                 | 3 066 | 100,00 / 100,00 |       |
| Eleitorado/Participação | Eleitorado/Participação               | 4 571 | 67,08 / 100,00  | 2,33  |

#### Pedrouços
| Partido                 | Partido                               | Votos | %               | +/-  |
| ----------------------- | ------------------------------------- | ----- | --------------- | ---- |
|                         | Partido Social Democrata              | 2 199 | 34,31 / 100,00  | 8,69 |
|                         | Partido Socialista                    | 2 099 | 32,75 / 100,00  | 8,81 |
|                         | CDS – Partido Popular                 | 653   | 10,19 / 100,00  | 1,59 |
|                         | Coligação Democrática Unitária        | 579   | 9,03 / 100,00   | 1,41 |
|                         | Bloco de Esquerda                     | 348   | 5,43 / 100,00   | 5,72 |
|                         | Partido pelos Animais e pela Natureza | 69    | 1,08 / 100,00   | Novo |
|                         | Outros                                | 163   | 2,55 / 100,00   |      |
| Votos Inválidos         | Votos Inválidos                       | 300   | 4,68 / 100,00   | 1,47 |
| Total                   | Total                                 | 6 410 | 100,00 / 100,00 |      |
| Eleitorado/Participação | Eleitorado/Participação               | 9 767 | 65,63 / 100,00  | 0,50 |

#### São Pedro Fins
| Partido                 | Partido                               | Votos | %               | +/-  |
| ----------------------- | ------------------------------------- | ----- | --------------- | ---- |
|                         | Partido Social Democrata              | 493   | 43,59 / 100,00  | 9,19 |
|                         | Partido Socialista                    | 318   | 28,12 / 100,00  | 9,24 |
|                         | CDS – Partido Popular                 | 103   | 9,11 / 100,00   | 0,17 |
|                         | Coligação Democrática Unitária        | 60    | 5,31 / 100,00   | 0,27 |
|                         | Bloco de Esquerda                     | 49    | 4,33 / 100,00   | 3,22 |
|                         | Partido pelos Animais e pela Natureza | 15    | 1,33 / 100,00   | Novo |
|                         | PCTP/MRPP                             | 13    | 1,15 / 100,00   | 0,82 |
|                         | Outros                                | 15    | 1,32 / 100,00   |      |
| Votos Inválidos         | Votos Inválidos                       | 65    | 5,75 / 100,00   | 1,56 |
| Total                   | Total                                 | 1 131 | 100,00 / 100,00 |      |
| Eleitorado/Participação | Eleitorado/Participação               | 1 673 | 67,60 / 100,00  | 3,42 |

#### Silva Escura
| Partido                 | Partido                        | Votos | %               | +/-  |
| ----------------------- | ------------------------------ | ----- | --------------- | ---- |
|                         | Partido Social Democrata       | 503   | 39,76 / 100,00  | 4,09 |
|                         | Partido Socialista             | 379   | 29,96 / 100,00  | 8,79 |
|                         | CDS – Partido Popular          | 140   | 11,07 / 100,00  | 1,99 |
|                         | Bloco de Esquerda              | 61    | 4,82 / 100,00   | 3,63 |
|                         | Coligação Democrática Unitária | 59    | 4,66 / 100,00   | 1,74 |
|                         | PCTP/MRPP                      | 28    | 2,21 / 100,00   | 1,11 |
|                         | Outros                         | 35    | 2,76 / 100,00   |      |
| Votos Inválidos         | Votos Inválidos                | 60    | 4,74 / 100,00   | 2,30 |
| Total                   | Total                          | 1 265 | 100,00 / 100,00 |      |
| Eleitorado/Participação | Eleitorado/Participação        | 1 899 | 66,61 / 100,00  | 2,21 |

#### Vermoim
| Partido                 | Partido                               | Votos  | %               | +/-   |
| ----------------------- | ------------------------------------- | ------ | --------------- | ----- |
|                         | Partido Social Democrata              | 3 587  | 43,71 / 100,00  | 10,94 |
|                         | Partido Socialista                    | 2 049  | 24,97 / 100,00  | 11,67 |
|                         | CDS – Partido Popular                 | 996    | 12,14 / 100,00  | 2,53  |
|                         | Bloco de Esquerda                     | 484    | 5,90 / 100,00   | 5,91  |
|                         | Coligação Democrática Unitária        | 423    | 5,15 / 100,00   | 1,07  |
|                         | Partido pelos Animais e pela Natureza | 98     | 1,19 / 100,00   | Novo  |
|                         | Outros                                | 195    | 2,38 / 100,00   |       |
| Votos Inválidos         | Votos Inválidos                       | 374    | 4,56 / 100,00   | 1,31  |
| Total                   | Total                                 | 8 206  | 100,00 / 100,00 |       |
| Eleitorado/Participação | Eleitorado/Participação               | 12 205 | 67,23 / 100,00  | 0,07  |

#### Vila Nova da Telha
| Partido                 | Partido                               | Votos | %               | +/-   |
| ----------------------- | ------------------------------------- | ----- | --------------- | ----- |
|                         | Partido Social Democrata              | 1 313 | 39,43 / 100,00  | 10,32 |
|                         | Partido Socialista                    | 1 002 | 30,09 / 100,00  | 10,83 |
|                         | CDS – Partido Popular                 | 373   | 11,20 / 100,00  | 1,16  |
|                         | Coligação Democrática Unitária        | 189   | 5,68 / 100,00   | 0,77  |
|                         | Bloco de Esquerda                     | 164   | 4,92 / 100,00   | 4,75  |
|                         | Partido pelos Animais e pela Natureza | 39    | 1,17 / 100,00   | Novo  |
|                         | Outros                                | 81    | 2,43 / 100,00   |       |
| Votos Inválidos         | Votos Inválidos                       | 169   | 5,07 / 100,00   | 1,46  |
| Total                   | Total                                 | 3 330 | 100,00 / 100,00 |       |
| Eleitorado/Participação | Eleitorado/Participação               | 4 878 | 68,27 / 100,00  | 2,43  |